# Расторгуев, Сергей Николаевич
Сергей Николаевич Расторгуев (1895—1943) — советский художник-живописец и график.

## Биография
С 1914—1918 годах учился в Московском училище живописи, ваяния и зодчества (МУЖВЗ).
В 1918 году — начал жить и работать в крестьянской коммуне Звенигородского уезда.
С 1919 по 1920 годы — служил в Красной армии.
С 1922 по 1930 годы — работал иллюстратором в редакции газеты «Гудок».
В 1930-х годах — иллюстрировал книжную продукцию издательства «Молодая гвардия».
В 1930—1933 годах С. Н. Расторгуев работал в «Профиздате», который выпускал различные профсоюзные журналы.
Точные даты рождения и смерти, а также место захоронения ныне неизвестны.

## Творческая деятельность, членство в творческих объединениях, участи в выставках
В основном занимался оформлением и иллюстрацией книг, а также создавал произведения станковой графики.
С 1927 по 1928 годы — член художественного объединения «Ассоциация художников-графиков при Доме печати» (АХГ), экспонировал свои работы на 2-й и 3-й выставке графики объединения.
С 1929 по 1930 годы — член и экспонент советской художественной группы «Тринадцать» (13).
В 1929 году — принимал участие в 5-й выставке живописи и графики современных русских художников в Феодосии.
В 1930 году — принимал Второй передвижной выставке, проходившей в Нижнем Новгороде, Казани, Свердловске, Перми, Уфе, Самаре, Саратове и Пензе.
Также в 1930 году демонстрировал свои работы на европейских художественных выставках советского искусства в таких городах, как: Лондон, Берлин и Стокгольм.
В 1931 году участвовал в групповой выставке советских художников в Цюрихе.
В 1931 и 1933 году экспонировался на выставках советских мастеров искусства в Йоханнесбурге и других городах Европы.
Творческие работы представлены в Государственной Третьяковкой галерее, Ярославской художественном музее, ГМИИ имени Пушкина, других музейных заведениях.